# Réserve naturelle d'État des Gorges du Furlo
La réserve naturelle d'État des Gorges du Furlo est un espace naturel protégé créé dans la région des Marches en 2011 dans la province de Pesaro et d'Urbino,.

## Territoire
La réserve s'étend sur 3 907 ha dans la province de Pesaro et Urbino et est gérée par l'administration provinciale. Le territoire comprend une partie des unions de montagne de l'Alta Valle del Metauro et de Catria e Nerone, ainsi que les communes d'Acqualagna, Cagli, Fermignano, Fossombrone et Urbino.

## Flore
Au milieu des roches, il y a une compétition de racines, bulbes, rhizomes, feuilles, tiges et fleurs, parmi lesquelles la jacinthe panache (Leopoldia comosa (it)), la phalangère à fleurs de lis (Anthericum Liliago), l'onosma et bien d'autres qui se distinguent par leur intérêt et leur rareté. 
Sur les pentes froides se trouvent des forêts mésophiles, généralement régies par des taillis, dans lesquelles on note une riche présence d'arbres et d'arbustes : chêne pubescent, chêne de Turquie, hêtre commun, frêne à fleurs, charme-houblon et charme commun, érable, sorbier des oiseaux, aubépine, genévrier, fusain, rosier des chiens et bien d'autres.

## Faune

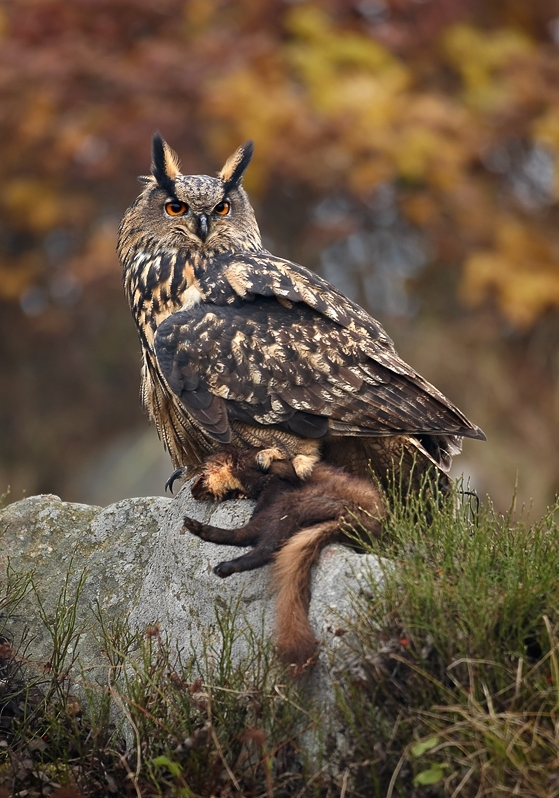
Le hibou grand-duc

Site important pour de nombreuses espèces en voie d'extinction. La réserve naturelle du Furlo est un lieu privilégié pour l'observation de l'aigle royal, qui niche dans les gorges depuis les temps  historiques. La présence de nombreuses espèces d'oiseaux de proie a conféré au parc du Furlo une valeur naturaliste importante. Parmi les plus connus, on note : le busard cendré, le faucon pèlerin et le faucon lanier, qui atteint la limite nord de son aire de répartition entre les Marches et l'Émilie-Romagne. 
Le récent retour à la nidification du hibou grand-duc est également d'une grande importance, indicateur de la qualité du territoire. D'autres espèces d'oiseaux sont : le martinet des Alpes, l'hirondelle de rochers, le monticole merle-bleu et le tichodrome échelette. 
Parmi les mammifères, il y a le loup, le daim, le chevreuil, le sanglier, le porc-épic et la mouffette. La présence du chat sauvage est incertaine. Il y a aussi des reptiles comme la couleuvre à quatre raies et la vipère aspic.

## Galerie

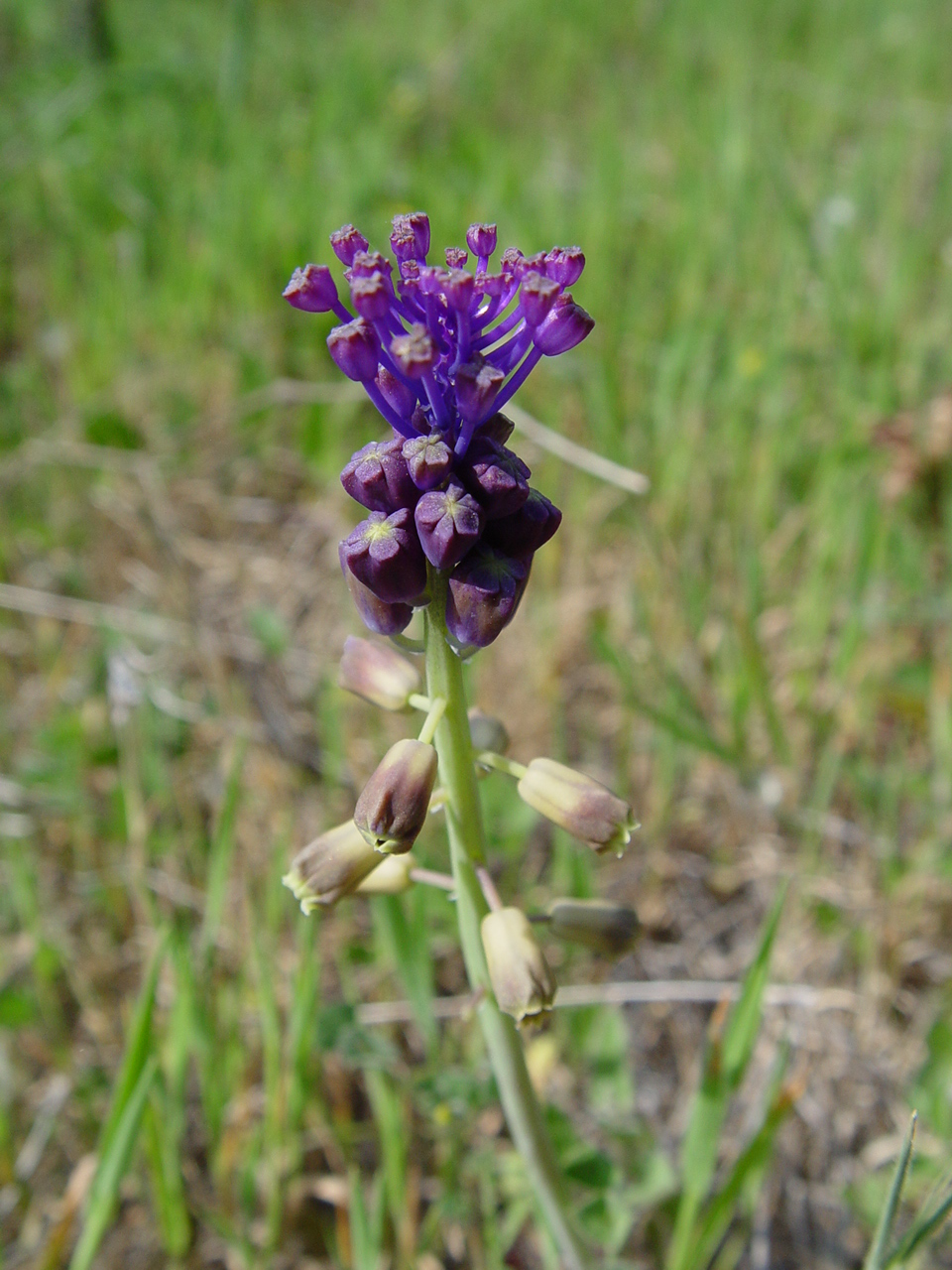
'Leopoldia comosa
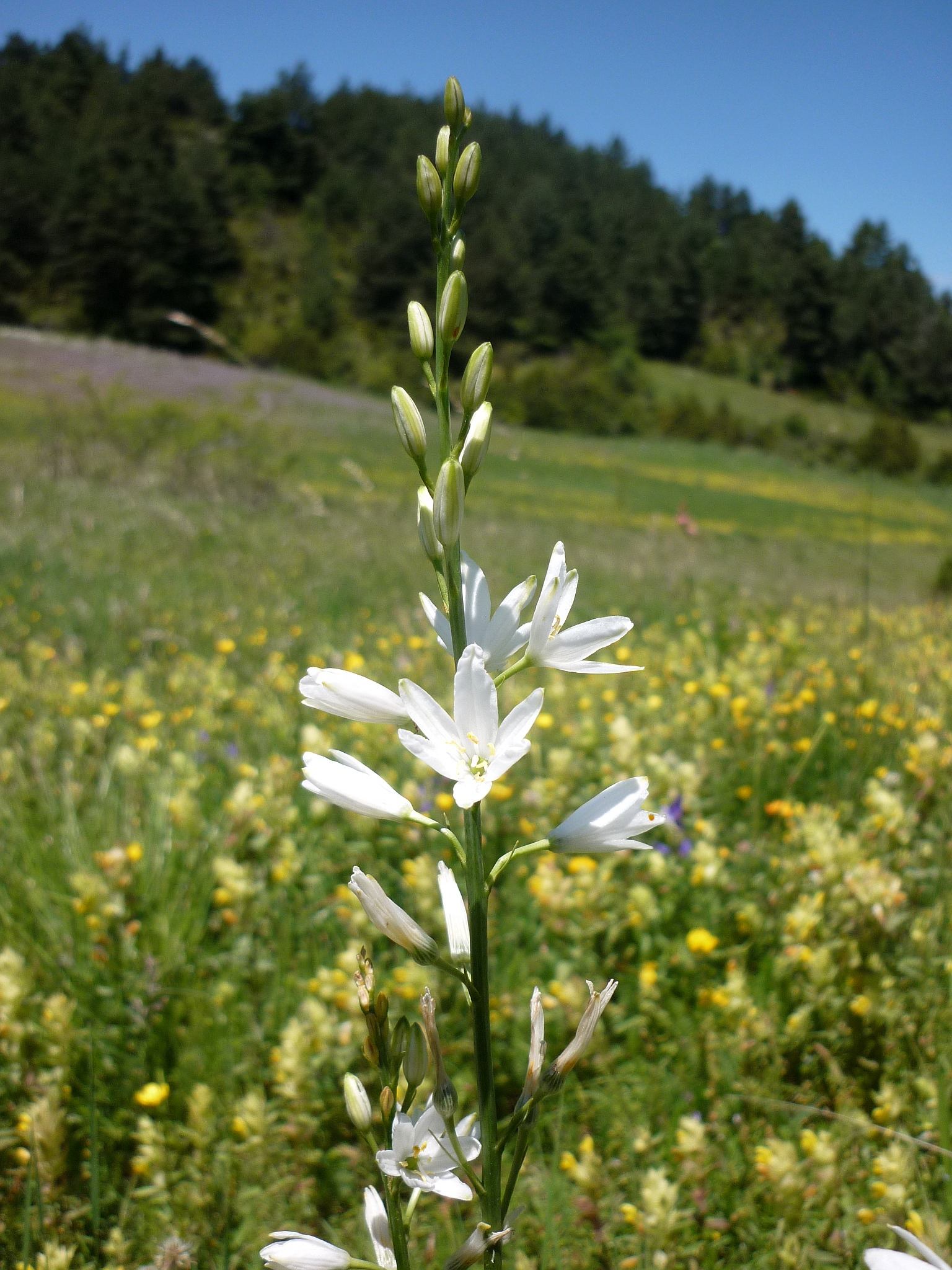
Antherium liliago
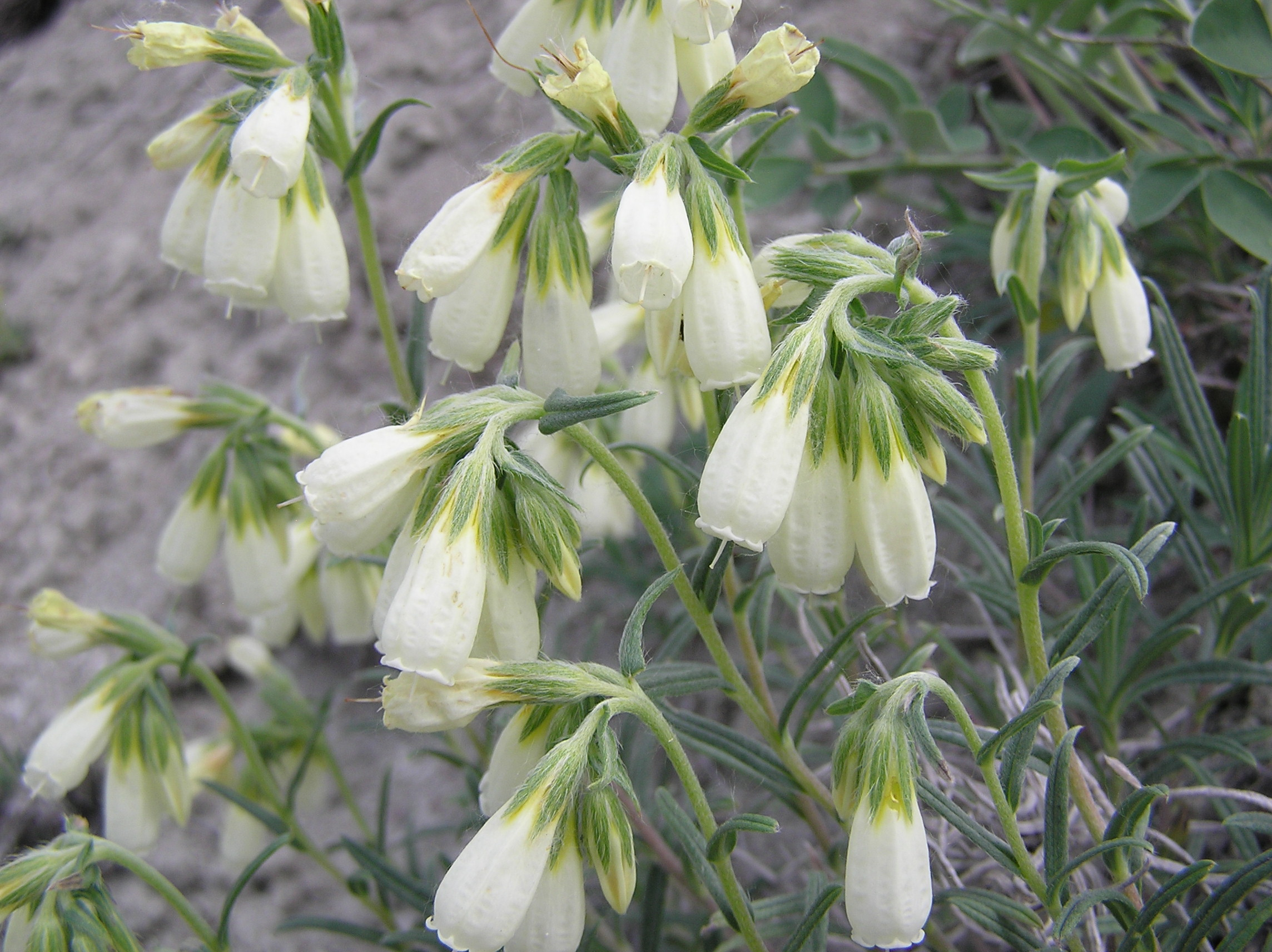
Osmona